# Romániai magyar kórusirodalom
Kórusirodalom – A Romániai Magyar Dalosszövetség (utolsó évében Bartók Béla Dalosszövetség néven) (1921–1949) országos keretet biztosított a dalárdák, énekkarok, kórusok működésének, több daloskönyv, dalosnaptár, a kolozsvári Magyar Dal, egy ideig a nagyenyedi Magyar Dalárdák Lapja szolgálta az együtteseket.

## 1949–1989 között
A Romániai Magyar Dalosszövetség szervezetének erőszakos megszüntetése után újabb kórusirodalom csak a népdalgyűjtők kiadványai alakjában folytatódott. A magukra maradt énekkarok gyakorlatában ezek segítségével jutott érvényre a konzervatív-romantikus dalkultúra mellett a magyar népzenén alapuló modern kórusművészet, a kezdeményező Domokos Pál Péternek, majd Nagy István karnagynak köszönhetően.
Hiánypótló volt ugyanazon Karvezetők könyve címmel Marosvásárhelyen Szalman Lóránt, Forró Zoltán és Zoltán Aladár (1968), Sepsiszentgyörgyön Szász Károly és Birtalan József (1975) szerkesztésében megjelent munka. Átfogó szervezet hiányában ebben az időszakban a Művelődés folyóirat vált a kórusmozgalom ismertetőjévé és irányítójává Báder Tibor, Béres Katalin, Kardalus János, Kovács Katalin, Kósa-Szánthó Vilma, Márkos Albert írásaival. Itt jelent meg Csire József 8 cikke a vezénylés műhelytitkairól (1968–69), Herédi Gusztáv Kórusok szociológiája c. elemzése (1973/6) és Birtalan József Karvezetők iskolája c. sorozata (1976–77).

## 1989 december után
1990 óta az összehangolás feladatait az újjáalakult EMKE vállalta Birtalan József és Guttman Mihály szakszerű segítségével. Az EMKE kiadásában megjelent egy kórus- és kánongyűjtemény Ádventtől újévig (Kolozsvár, 1991) címmel, az újra elindult Művelődés pedig közölte Benkő András Kórusaink történetéből c. sorozatát, melyben többek közt Nagyszalonta, Lugos, Torda, Brassó, Bukarest és Székelyudvarhely magyar dalegyleteinek múltja szerepel (1991–92); az 1992-es nyárádkarácsonfalvi gyermekkórus- és ákosfalvi dalárda-találkozóról Száll a dal a Nyárád mentén c. alatt (1992/7) Bölöni Domokos számolt be.